# Anna Safroncik
Anna Safroncik (en ucraniano: Анна Сафрончік, 4 de enero de 1981) es una actriz y modelo nacida en Kiev y nacionalizada italiana.

## Vida y carrera
Safroncik nació en Kiev, hija de un tenor y de una bailarina clásica. Desde pequeña demostró interés por las artes, debutando a los cuatro años en el teatro. En su juventu se mudó con su familia a Arezzo, Italia. En 1998 ganó el certamen de belleza Miss Toscana, y el mismo año figuró en Miss Italia, terminando en la octava posición.
Hizo su debut en el cine en el año 2000, en el largometraje Welcome Albania junto a Giancarlo Giannini. Logró repercusión gracias a su interpretación de Anna Baldi en la telenovela CentoVetrine entre 2004 y 2007.

## Filmografía

### Cine
- Welcome Albania (2000)
- C'era un cinese in coma (2000)
- Nightwatchman (2000)
- La matassa (2009)
- La bella società (2009)
- Nine (2009)
- Coincidenze (2010)

### Televisión
- Angelo il custode (2001)
- Carabinieri (2002)
- Don Matteo (2002)
- Vento di ponente (2003-2004)
- CentoVetrine (2004-2007)
- La figlia di Elisa – Ritorno a Rivombrosa (2007)
- Al di là del lago  (2009)
- Il falco e la colomba (2009)
- Il ritmo della vita (2010)
- Il commissario Manara (2011)
- Inspector Nardone (2012)
- Le tre rose di Eva (2012-2018)
- Gli anni spezzati (2014).